# Josefine Swoboda
Josefine Swoboda, křtěná Josepha Maria Swoboda, česky Swobodová (29. ledna 1861 ve Vídni – 27. října 1924 tamtéž) byla rakouská malířka a grafička. Byla portrétistkou na evropských královských dvorech a dvorní malířkou anglické královny Viktorie.

## Život
Josefína, v rodině zvaná Josefine nebo Pipsl, se narodila jako třetí dítěte malíře Eduarda Swobody (1814-1902), a jeho druhé manželky Josefiny (1839-1906), dcera vídeňského chromolitografa Leopolda Müllera (1897-1862). Jejím strýcem z otcovy strany byl krajinář a malíř zvířat Rudolf Swoboda starší (1819-1859), bratr Rudolfa Swoboda mladší (1859-1914) byl malířem Orientu a portrétistou.
Základům malby ji naučil otec. V roce 1878 nastoupila jako stážistka na Uměleckoprůmyslovou školu ve Vídni, kde do roku 1886 navštěvovala třídu figurální kresby a malby. V letech 1879 a 1880 byl jejím učitelem Ferdinand Laufberger, po jehož smrti studovala akvarelové portréty u Julia Victora Bergera. V roce 1878 získala první zakázku.
Věnovala se převážně portrétům, méně žánrovým výjevům a zátiší. Ovládala i miniaturní malbu. Často užívala jako předlohy fotografie.
Roku 1886 se její bratr Rudolf Swoboda stal anglickým dvorním malířem, v roce 1888 poslala také ona do Londýna ukázky svých malířských prací a v roce 1890, ve svých 29 letech, se stala dvorní malířkou královny Viktorie. V královské sbírce ve Windsoru se dochovalo 28 akvarelů. V roce 1886 byla její díla poprvé vystavena v Künstlerhausu ve Vídni. Nejprve byla uvedena jako amatérka, až později jako členka klubu malířek akvarelů. Až do roku 1921 Künstlerhaus pravidelně vystavoval její díla na výročních a stálých výstavách. Od roku 1888 měla další výstavy v Hamburku (Portrét pruské princezny Henrietty), Mnichově a Berlíně. Ve Vídni se jako host zúčastnila výstav Skupiny osmi umělkyň  (Gruppe der acht Künstlerinnen), které se konaly pravidelně v letech 1900-1909 v Piškově salónu ve Vídni, jedné z nejvýznamnějších uměleckých galerií fin de siècle, založeném v roce 1895 Gustavem Piškem (1866 –1911).
Josefine Swoboda zůstala svobodná a téměř celý život žila v domě svého otce "Zum Wollbaum" ve Vídni v Gumpendorfer Straße 57. Trpěla srdeční vadou, na kterou ve věku 63 let zemřela. Byla pohřbena do rodinné hrobky na vídeňském ústředním hřbitově. Po její smrti dílo upadlo v zapomnění. Teprve roku 1995 byla představena v katalogu akvarelů Královské sbírky a v roce 2004 vyšla obsáhlá monografie od Herberta Zemena.

## Díla (výběr)
V katalogu z roku 2004 je 15 děl v muzeu, 28 akvarelů v Královské sbírce a 223 dalších titulů z výstav Künstlerhausu.
- Historické muzeum města Vídně
  - Portrét Dr. Antona von Banhans, 1886, olej na plátně, 92 × 69 cm
  - Portrét Eduarda Swobody, 1885, olej na plátně, 100 × 74 cm
  - Karikatura ženy, nedatováno, tužka, 11,5 × 14,5 cm
  - Portrét: Charlotte Krennové, 1911, tužka, akvarel, 30,6 × 23,7 cm
  - Autoportrét-karikatura, 1880, tužka, 30,4 × 21 cm
  - Portrét Wilhelmine Weisseové, nedatováno, akvarel, válečná ztráta
- Grafická sbírka Albertina, Vídeň
  - Šijící žena v holandské čepici, nedatováno, kresba křídou
  - Čtyři studie rukou, nedatováno, kresba křídou
  - Květina, nedatováno, akvarel
  - Kout u okna, nedatováno, akvarel
  - Motiv z Hallstattu, nedatován, akvarel
- Královská sbírka, Windsor
- Ilustrace v časopise: Portrét Karla Hasche, nedatováno, tužka, 30,3 × 28,8 cm

## Galerie

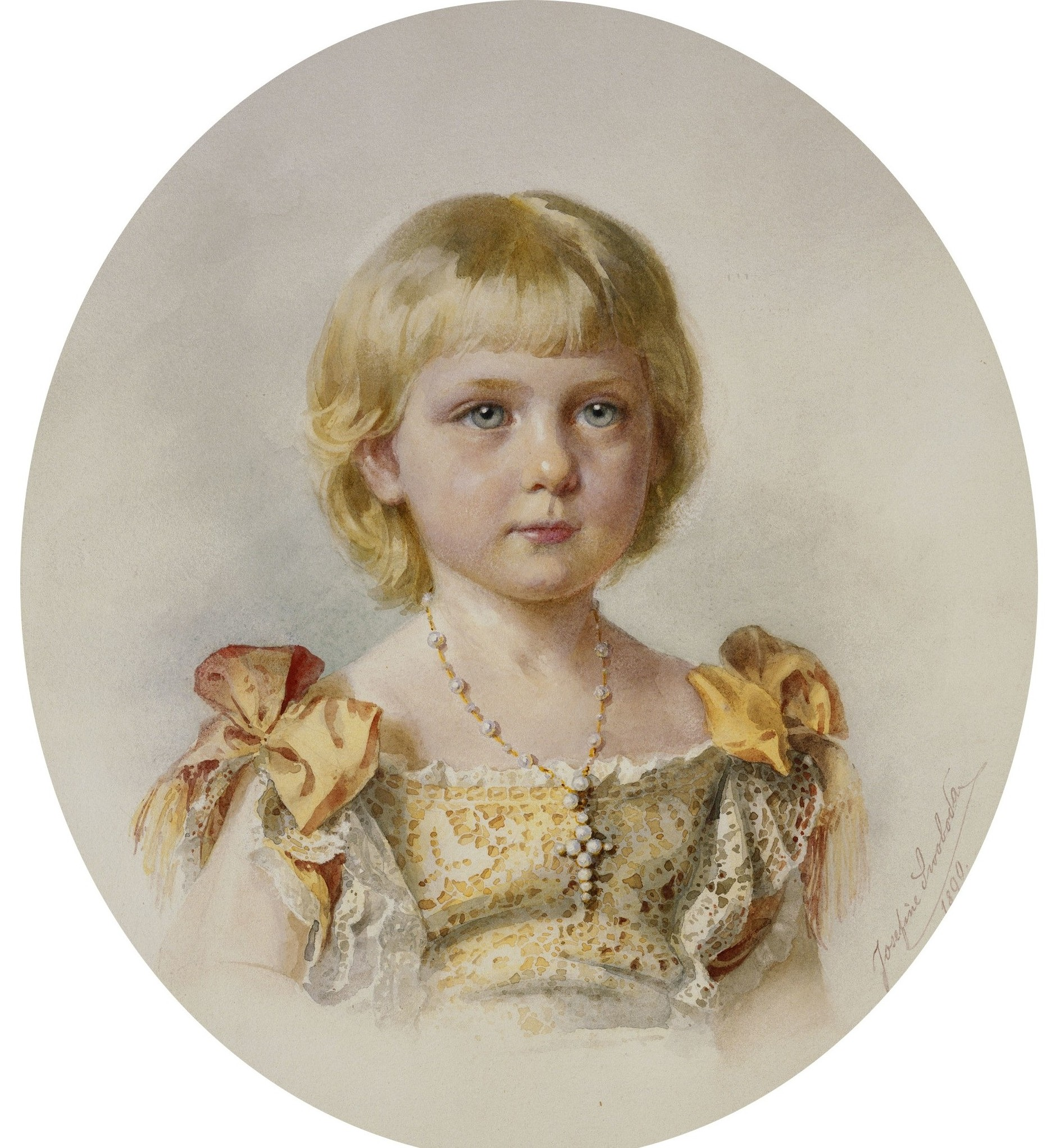
Viktorie Eugenie z Battenbergu, 1890
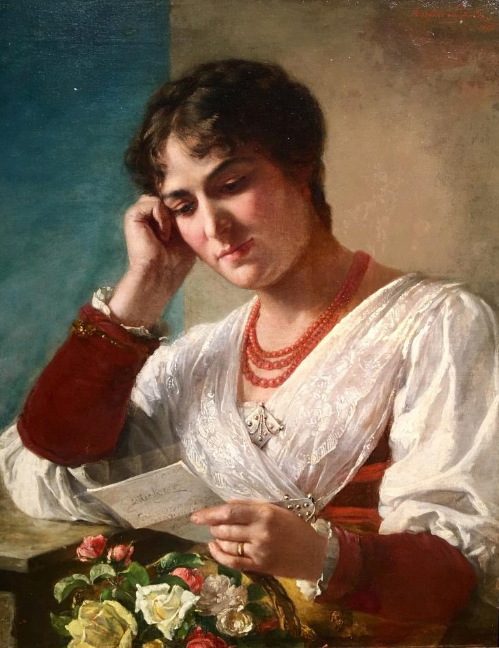
Dopis, 1886
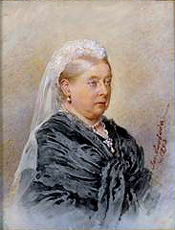
Královna Viktorie, 1893
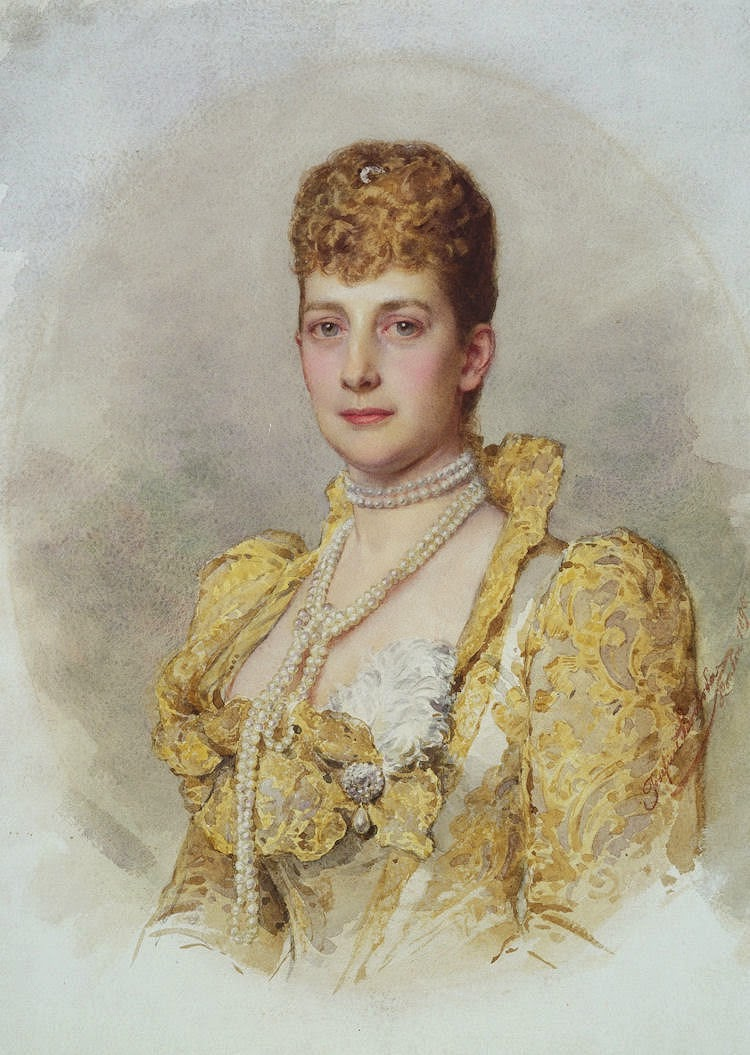
Alexandra Dánská, princezna z Walesu, 1895
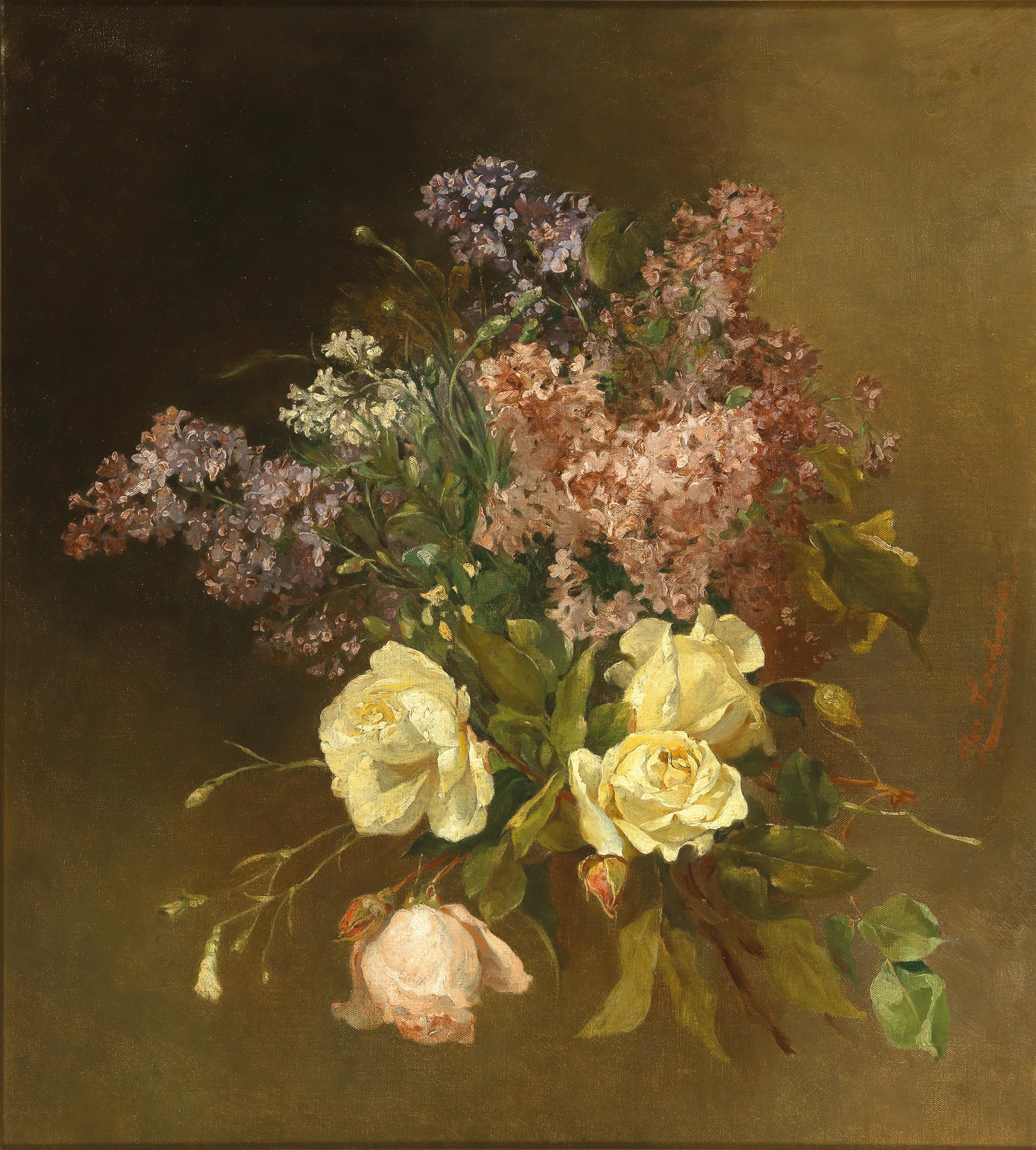
Kytice šeříků a růží